# Luxwoude
Luxwoude (Fries: Lúkswâld) is een dorp in de gemeente Opsterland, in de Nederlandse provincie Friesland. Het ligt ten noordoosten van Heerenveen en ten westen van Gorredijk.
In 2023 telde het dorp 430 inwoners. Onder het dorp valt ook deel van de buurtschap Wijngaarden.

## Geschiedenis
Luxwoude was lange tijd het kleinste dorp van de grietenij Opsterland. Het dorp telde slechts tien stemhebbende zaten. In 1749 woonden er nog maar drie gezinnen. Aan het eind van de achttiende eeuw nam het aantal bewoners toe ten gevolge van de turfwinning.
In 1315 lag er in Lukeswalde, zoals het toen werd genoemd, een kapel of kerk. Deze is later verdwenen. In elk geval in de zeventiende en achttiende eeuw ging de bevolking van Luxwoude ter kerke in het buurdorp Gersloot in de grietenij Aengwirden.

## Wapen
Het dorpswapen van Luxwoude is in 1999 geregistreerd.

## Openbaar vervoer
- Lijn 23: Heerenveen - Luinjeberd - Tjalleberd - Gersloot - Luxwoude - Tijnje - Nij Beets - Boornbergum - Drachten

## Geboren in Luxwoude
- Klasina Seinstra (1968), langeafstandsschaatser en schaatscoach.
- Ilona Hoeksma (1991), wielrenster.

Dorpen: Bakkeveen · Beetsterzwaag · Drachten-Azeven · Frieschepalen · Gorredijk · Hemrik · Jonkersland · Langezwaag · Lippenhuizen · Luxwoude · Nij Beets · Olterterp · Siegerswoude · Terwispel · Tijnje · Ureterp · Waskemeer (klein deel) · Wijnjewoude

Buurtschappen: Allardsoog (deels) · Haneburen · Hanebuurt · Heidehuizen · Hemrikerverlaat · Klein Groningen · Kooibos · Kortezwaag · Moskou (deels) · Nieuwe Vaart · Oosterend · Oud Beets · Petersburg (deels) · Rolbrug · Selmien · Sparjebird · Uilesprong · Ureterp aan de Vaart · Voorwerk · Vosseburen · Welgelegen (deels) · Wijngaarden · Wijnjeterpverlaat

Friesland: Steden en dorpen      Nederland: Provincies · Gemeenten